# Albert Debrunner
Johann Albert Debrunner (Basilea, 8 de febrero de 1884 - Berna, 2 de febrero de 1958) fue un filólogo suizo especialista en Griego antiguo y koiné helenística, indoeuropeo y sánscrito.

## Biografía
Albert Debrunner estudió en la Universidad de Basilea con Ferdinand Sommer y Alfred Körte y en la Universidad de Gotinga con Friedrich Leo y Jacob Wackernagel, doctorándose en 1907. Ese mismo año obtuvo el título de profesor de enseñanza secundaria. Siguió un periodo de actividad como profesor de escuela en Schiers, Basilea y Zúrich, durante el cual comenzó a trabajar en la revisión de la Grammatik des neutestamentlichen Griechisch (Gramática del griego del Nuevo Testamento) de Friedrich Blass. 
Desde 1917 enseñó como profesor libre de lingüística comparada en la Universidad de Zúrich y desde 1918 como profesor asociado en la Universidad de Greifswald. En 1920 pasó a ser profesor en la Universidad de Berna. A partir de 1925 enseñó en la Universidad de Jena. 
En 1935, Debrunner abandonó Jena para trasladarse a Berna, donde enseñó indoeuropeo y filología clásica hasta 1954. En Berna tomó el relevo de Walter Porzig, su antiguo alumno en Jena, quien a su vez pasó a sustituir a Debrunner en Jena. Así se produjo lo que se ha descrito como un «espectacular intercambio de cátedras» entre Debrunner, que gozaba de fama de firme y declarado opositor a los nazis, y Porzig, cuyos entusiastas sentimientos nazis eran bien conocidos. El trasfondo de este «intercambio» sigue siendo oscuro a día de hoy.
Durante este periodo, Debrunner inició la revisión de la Griechischer Grammatik (Gramática griega) de Eduard Schwyzer. De 1940 a 1949, además de profesor en Berna, fue profesor sustituto de lingüística en la Universidad de Basilea. En 1951-52, fue rector en Berna, y se jubiló en 1954.
Con más de 600 títulos publicados, Debrunner fue uno de los indoeuropeístas más prolíficos del siglo XX. Sus obras sobre la koiné siguen siendo textos de referencia. 
También apoyó el trabado de los glotopoietas, o creadores de lenguas artificiales, participando en los trabajos de la International Auxiliary Language Association.

## Obras principales
- Die Sprache der Hethiter – Akademische Antrittsvorlesung, gehalten in Bern den 29. Januar 1921 Archive.org.
- Friedrich Blass' Grammatik des neutestamentlichen Griechisch, 4., völlig neugearb. Aufl., Göttingen: Vandenhoeck & Ruprecht, 1913.
- Griechische Wortbildungslehre, Heidelberg: C. Winter, 1917.
- Griechische Grammatik, Bd. 2: Syntax und syntaktische Stilistik, München: C.H. Beck’sche, 1950.
- Altindische Grammatik, Bd. II/2: Die Nominalsuffixe, Göttingen: Vandenhoeck & Ruprecht 1954.